# Trinta lumes
Trinta lumes és un llargmetratge documental de misteri de 2017 dirigit i escrit per Diana Toucedo. Es va estrenar al Festival de Cinema Internacional d'Ourense el 20 d'octubre de 2017.

## Sinopsi
Alba és una noia de dotze anys que desitja descobrir el desconegut, misteriós i fascinant de la mort. Al costat del seu millor amic, Samuel, entren a cases abandonades, recorren pobles destruïts i s'endinsen a l'interior d'unes muntanyes que amaguen un altre món paral·lel. Un viatge que parteix de la innocència per descobrir el misteri de la lluita entre la vida i la mort... Un relat entre el documental i la ficció que transcorre en un llogaret de la Serra do Courel a la província de Lugo (Galícia) on "la vida no s'acaba, sinó que es transforma en una altra cosa" i els acompanyen en les seves rutines diàries.

## Repartiment
- Alba Arias
- Samuel Vilariño

## Premis
- 2018 Premios Fénix: Lara Vilanova, Nominada a millor fotografia documental
- 2018 Camerimage: Lara Vilanova, Nominated for best cinematography documentary
- 2018 CINESPAÑA Toulouse: Lara Vilanova, Premi a la millor fotografia
- 2018 Premis Gaudí: Nominada a millor documental[3]

Als Premis Mestre Mateo 2017 va estar nominada en cinc categories, però no va recollir cap premi, ja que fou guanyada per Dhogs.
| Categoria         | Persona                   | Resultat  |
| ----------------- | ------------------------- | --------- |
| Millor film       | Millor film               | Nominat   |
| Millor guió       | Diana Toucedo             | Nominada  |
| Millor muntatge   | Diana Toucedo i Ana Pfaff | Nominadas |
| Millor so         | Oriol Gallart             | Nominat   |
| Millor fotografia | Lara Vilanova             | Nominada  |